# إيلي لاك
إيلي لاك (بالإنجليزية: Eli Lake)‏ هو صحفي أمريكي، ولد في 9 يوليو 1972 في فيلادلفيا في الولايات المتحدة.